# Elizabeth Roemer
Elizabeth Roemer född 1929, död 8 april 2016, var en amerikansk astronom.
Hon var professor vid University of Arizona.
1975 gjorde hon tillsammans med astronomen Charles T. Kowal de första observationerna av Jupiters måne Themisto.
Minor Planet Center listar henne som E. Roemer och som upptäckare av 2 asteroider.
Asteroiden 1657 Roemera är uppkallad efter henne.

## Asteroider upptäckta av Roemer
| 1930 Lucifer | 29 oktober 1964 |
| 1983 Bok     | 9 juni 1975     |